# Franklin Gothic
Franklin Gothic és una tipografia del segle xx, dissenyada per Morris Fuller Benton. És considerada una font important entre les famílies anomenades Grotesques, molt utilitzada en l'actualitat.

## Història
És una tipografia de pal sec (sans-serif), dissenyada pel tipògraf estatunidenc Morris Fuller Benton en 1904, creada per a l'empresa American Type Founders Company.
La Franklin Gothic forma, juntament amb l'Helvetica i la Univers, el que podríem anomenar triumvirat dels tipus de pal sec, lluitant cadascuna per convertir-se en l'alfabet definitiu. Potser la Franklin estigui resistint millor el pas del temps, malgrat ser bastant més antiga que les seves altres dues rivals. En part perquè l'enorme èxit de l'Helvetica l'ha portat a estar "molt vista" per als dissenyadors moderns, que se solen decantar per la "personalitat" de la Franklin, per ser un tipus de pal sec que curiosament és una tipografia "calenta2, diferenciar-se així de les altres.
Ha estat utilitzada habitualment en premsa i publicitat. Els títols amb Franklin són tot un clàssic a les portades de revistes, quadres numèrics en pàgines de Borsa i de resultats esportius també ha anat de la mà del clàssic de Morris Benton.

## Tipògraf
Morris Fuller Benton va néixer el 30 de novembre de 1872 a Milwaukie, Wisconsin (EUA). Els 11 anys ja feia petits treballs d'impressió com tiquets d'entrada, fullets o rebuts per als seus veïns en una petita impremta que va muntar a casa dels seus pares. Es va graduar el 1896 com a enginyer i uns quants mesos més tard es va incorporar a l'American Type Founders (ATF) com a ajudant del seu pare veient-se immers en el dibuix i disseny de tipus, així com aplicant els seus coneixements mecànics en el camp de la maquinària de les arts gràfiques. El seu pare, Linn Boyd Benton, era famós en aquella època pel seu invent d'una màquina per a l'elaboració automàtica de punxons que li va servir per obtenir el lloc de Director tècnic d'ATF. L'any 1900, Morris Fuller Benton va passar a ser dissenyador en cap d'ATF on va exercir fins al 1937. Va morir el 30 de juny de 1948.

## Característiques
- És una tipografia Grotesca
- Algun contrast en la grossor dels traços. Una lleugera quadratura en les corbes
- S'allunya de l'escriptura de ploma
- Modulació vertical
- Sense coronaments
- Bocal de la 'C' més oberta
- La "g" té un petit tret terminal i un trau tancat
- Sol tenir un pes important en l'aparença general

## Utilitzacions
- La tipografia oficial del Museu d'Art Modern de Nova York
- La tipografia oficial del Partit Laborista britànic
- La tipografia oficial del Banc Sabadell